# Three Kings
Three Kings или 3 Kings («Три повести Стивена Кинга») — пятнадцатая серия седьмого сезона мультсериала «Гриффины». Премьерный показ состоялся 10 мая 2009 года на канале FOX.
Это была последняя роль Роя Шайдера: он умер спустя несколько недель после записи своего голоса для этого эпизода.
Весь эпизод посвящён творчеству Стивена Кинга («величайшего писателя за последнюю тысячу лет», по словам Питера), в частности, его произведениям «Труп» (экранизация), «Мизери» (экранизация) и «Рита Хейуорт и спасение из Шоушенка» (экранизация). Впрочем, в эпизоде пародируются скорее фильмы, снятые по этим произведениям.
Эпизод разбит на три независимые части: прежде такое случалось лишь один раз в серии «Family Guy Viewer Mail #1». Весь эпизод персонажи сериала играют роли персонажей других произведений. Это второй такой эпизод после «Blue Harvest».

## Сюжет
Питер сидит в незнакомой гостиной у камина, в полутьме, в халате и обращается к зрителям: «Знаете, последнее время Лоис часто пилит меня, что я много смотрю телевизор и совсем не читаю книг. Поэтому я сходил в библиотеку и взял там три книги Стивена Кинга, которыми я хочу поделиться с вами…»
«Труп»
1959 год. Четыре мальчика: Пити ЛаЧанс, Куэг Чэмберс, Джоей Дюшамп и Клив Браун отправляются в путешествие — посмотреть на труп, лежащий в лесу далеко от города. Преодолев все препятствия, спасшись от поезда на мосту (в этой сцене Джо-Джоей становится инвалидом), мальчики доходят до трупа — изуродованного тела Мег. Однако на обладание им претендует местный хулиган со своими дружками, и Питер-Пити с приятелями отступают.
«Мизери»
Известный писатель Пол Шелдон (Брайан Гриффин) решает покончить со своими детскими произведениями и начать писать серьёзные книги, из-за чего и ругается со своим агентом — Марсией. Сев за руль взвинченным, Пол-Брайан не справляется с управлением на заснеженном горном серпантине и сбивает Стивена Кинга, сам при этом улетев под склон. Его спасает Стьюи Уилкс (Стьюи Гриффин) — ярая поклонница книг Пола-Брайана. Она заставляет пса вернуться к написанию романа о персонаже, которого тот уже «похоронил». Тот пытается сбежать, но на инвалидной коляске сделать это непросто, и даже местный шериф не в силах ему помочь — Стьюи убивает его. Пол-Брайан выполняет требование Стьюи и пишет ей подходящий роман, но маньячка не отпускает его, опасаясь полицейского преследования.
«Побег из Шоушенка»
В тюрьму Шоушенк прибывает Энди Дюфрейн (Питер Гриффин). Поначалу ему приходится нелегко: его насилует местный авторитет Богз (Джо Суонсон), но также он приобретает и друга — Реда (Кливленд Браун), и покровителя — одного из надзирателей (Картер Пьютершмидт), который готов продавать поделки Питера-Энди и выручать за это деньги. Этот же надзиратель обеспечивает Богзу-Джо инвалидность. Получив доступ к радиоточке тюрьмы, Питер-Энди запускает на всё заведение песню Hollaback Girl Гвен Стефани, за что и получает два месяца карцера. После этого случая он решает совершить побег через канализацию. Вскоре побег успешно совершён прямо из камеры, а перед побегом Питер-Энди просит своего нового друга Кливленда-Реда после освобождения посетить некий луг у города Бакстон в штате Мэн, где им что-то зарыто. Через несколько лет Кливленд-Ред находит это место, и обнаруживает там шкатулку с 1200 долларами и открыткой, в которой Питер-Энди просит его приехать к нему в Мексику. Но Кливленд-Ред забыл название местности (Сиуатанехо), в которой собрался обосноваться его друг. Питер-Энди безнадёжно ждёт его там.

## Создание
Автор сценария: Алек Салкин
Режиссёр: Доминик Бьянчи
Композитор: Уолтер Мёрфи
Приглашённые знаменитости: Ричард Дрейфус (камео; в роли рассказчика из фильма «Останься со мной» и голоса в голове Питера из сегмента «Труп»), Рой Шайдер (камео; голос в голове Джо из сегмента «Труп») и Джордж Вендт

## Критика
- Премьеру эпизода посмотрели 6,47 млн зрителей; 3,9 % американских семей; в момент показа 6 % телевизоров США были переключены на канал FOX[3].
- Регулярным критиком (IGN, в лице обозревателя Ахсана Хака) эпизод был принят положительно, критике за скуку и растянутость был подвергнут лишь раздел «Мизери» (the change of pace from the show’s usual random storytelling was pleasant. «The Misery segment» was being flat, but was made up for by the other two, particularly «The Shawshank Redemption»)[4].
- Неприемлющий «Гриффинов» Телевизионный совет родителей в очередной раз наградил новую серию мультсериала званием «Худшее шоу недели» за «обилие сцен насилия»[5].